# Personaggi di NCIS - Unità anticrimine
Questa voce contiene un elenco dei personaggi presenti nella serie televisiva NCIS - Unità anticrimine.

## Personaggi principali
| Personaggio        | Interprete        | Stagione | Stagione | Stagione | Stagione | Stagione | Stagione | Stagione | Stagione | Stagione | Stagione | Stagione | Stagione | Stagione | Stagione | Stagione | Stagione | Stagione | Stagione | Stagione | Stagione | Stagione |  |
| Personaggio        | Interprete        | 1        | 2        | 3        | 4        | 5        | 6        | 7        | 8        | 9        | 10       | 11       | 12       | 13       | 14       | 15       | 16       | 17       | 18       | 19       | 20       | 21       |  |
| ------------------ | ----------------- | -------- | -------- | -------- | -------- | -------- | -------- | -------- | -------- | -------- | -------- | -------- | -------- | -------- | -------- | -------- | -------- | -------- | -------- | -------- | -------- | -------- |  |
| Leroy Jethro Gibbs | Mark Harmon       |          |          |          |          |          |          |          |          |          |          |          |          |          |          |          |          |          |          |          |          |          |  |
| Anthony DiNozzo    | Michael Weatherly |          |          |          |          |          |          |          |          |          |          |          |          |          |          |          |          |          |          |          |          |          |  |
| Caitlin Todd       | Sasha Alexander   |          |          |          |          |          |          |          |          |          |          |          |          |          |          |          |          |          |          |          |          |          |  |
| Abigail Sciuto     | Pauley Perrette   |          |          |          |          |          |          |          |          |          |          |          |          |          |          |          |          |          |          |          |          |          |  |
| Donald Mallard     | David McCallum    |          |          |          |          |          |          |          |          |          |          |          |          |          |          |          |          |          |          |          |          |          |  |
| Timothy McGee      | Sean Murray       |          |          |          |          |          |          |          |          |          |          |          |          |          |          |          |          |          |          |          |          |          |  |
| Ziva David         | Cote de Pablo     |          |          |          |          |          |          |          |          |          |          |          |          |          |          |          |          |          |          |          |          |          |  |
| Jennifer Shepard   | Lauren Holly      |          |          |          |          |          |          |          |          |          |          |          |          |          |          |          |          |          |          |          |          |          |  |
| Leon Vance         | Rocky Carroll     |          |          |          |          |          |          |          |          |          |          |          |          |          |          |          |          |          |          |          |          |          |  |
| Jimmy Palmer       | Brian Dietzen     |          |          |          |          |          |          |          |          |          |          |          |          |          |          |          |          |          |          |          |          |          |  |
| Eleanor Bishop     | Emily Wickersham  |          |          |          |          |          |          |          |          |          |          |          |          |          |          |          |          |          |          |          |          |          |  |
| Nicholas Torres    | Wilmer Valderrama |          |          |          |          |          |          |          |          |          |          |          |          |          |          |          |          |          |          |          |          |          |  |
| Alexandra Quinn    | Jennifer Esposito |          |          |          |          |          |          |          |          |          |          |          |          |          |          |          |          |          |          |          |          |          |  |
| Clayton Reeves     | Duane Henry       |          |          |          |          |          |          |          |          |          |          |          |          |          |          |          |          |          |          |          |          |          |  |
| Jacqueline Sloane  | Maria Bello       |          |          |          |          |          |          |          |          |          |          |          |          |          |          |          |          |          |          |          |          |          |  |
| Kasie Hines        | Diona Reasonover  |          |          |          |          |          |          |          |          |          |          |          |          |          |          |          |          |          |          |          |          |          |  |
| Jessica Knight     | Katrina Law       |          |          |          |          |          |          |          |          |          |          |          |          |          |          |          |          |          |          |          |          |          |  |
| Alden Parker       | Gary Cole         |          |          |          |          |          |          |          |          |          |          |          |          |          |          |          |          |          |          |          |          |          |  |

- Legenda:      nel cast principale;      nel cast ricorrente;      apparizione guest;      non presente nel cast.

### Agente speciale supervisore Leroy Jethro Gibbs

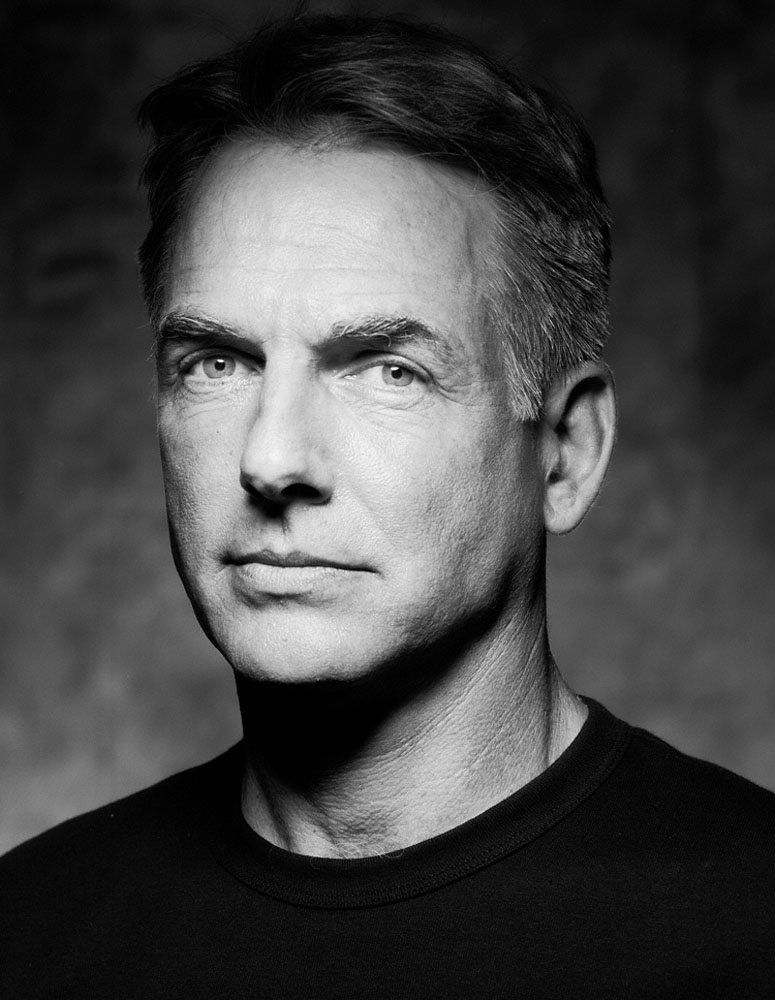
Mark Harmon (2005)

È interpretato da Mark Harmon e doppiato da Angelo Maggi.
È nato il 21 novembre 1954.
Capo della squadra ed ex tiratore scelto col grado di sergente artigliere del Corpo dei Marines, è un investigatore con esperienza che riesce sempre a risolvere i casi che gli vengono affidati grazie al suo intuito e al passato nei Marines. È intelligente, ma cupo, razionale e di poche parole. Dai modi spesso bruschi, soprattutto con i sottoposti (che però considera la sua famiglia), dimostra una scarsa pazienza nei confronti della burocrazia che spesso scavalca: i suoi ordini hanno per il resto della squadra forse più valore di quelli del direttore dell'NCIS.
Benché della sua vita personale si parli poco (si saprà molto di più nelle due puntate finali della terza stagione), ama costruire barche nel suo seminterrato e bere del buon bourbon (al termine della quarta stagione sono già tre quelle terminate), e ha tre ex-mogli, tutte con i capelli rossi, che ha sposato nella speranza di rivivere l'idillio del primo matrimonio con Shannon, uccisa da un criminale di cui era stata testimone. Nell'attentato ha perso anche la vita la sua unica figlia Kelly.
Lungo lo scorrere delle diverse stagioni il personaggio si evolve: nella puntata pilota dello spin-off lo troviamo molto loquace e pronto alla facile battuta mentre, durante tutta la serie, si mantiene sempre molto riservato e di lui si capisce molto attraverso lo sguardo o frasi quasi impercettibili. Nella prima stagione è lui che nota e assume l'agente Todd durante l'indagine sull'Air Force One. Sempre durante la prima stagione, nell'episodio La bestia nera, incomincia la sua personale avversione e ossessione per Ari, un uomo che si introduce di nascosto nel laboratorio dell'NCIS e ferisce l'assistente medico legale Gerald. Gibbs crede sia un terrorista e, da allora, cerca in tutti i modi di identificarlo e, per molti episodi, una delle immagini salienti della stagione è il volto di Ari che scorre sul database dell'NCIS in attesa di essere identificato. La prima stagione si concluderà con la rivelazione che Ari non è altro che un agente del Mossad, servizio segreto israeliano, che fa l'infiltrato nelle cellule del terrorismo islamico. Gibbs non ne è convinto e la seconda stagione è spesso attraversata da momenti in cui il nome del terrorista salta fuori dalla bocca di Gibbs come una minaccia, qualcosa che ancora si deve ben capire. Sarà proprio Ari a uccidere, nell'ultimo episodio della seconda stagione, l'agente Todd e sarà la sorellastra di Ari, Ziva David, a uccidere il fratellastro nella prima puntata della terza stagione. Gibbs si dimette dall'NCIS al termine della terza stagione in seguito a un attentato terroristico che non ha potuto sventare e che lo ha mandato in coma. Proprio in questa condizione, in forma di ricordi confusi, si scoprirà una parte del suo passato, in riferimento all'omicidio della moglie e della figlia. Ad aiutare Gibbs a ricordare è stato l'ex agente NIS (agenzia precursore dell'NCIS) Mike Franks, il quale era l'ex mentore di Gibbs anni prima.

Nella quarta stagione Gibbs (con barba e capelli lunghi che poi taglierà, rimanendo con i baffi che scompariranno dopo poche puntate), tornerà perché Ziva chiede il suo aiuto, accusata di spionaggio e dell'omicidio dall'agente Sax dell'FBI, dopo essere diventata una fuggitiva dall'NCIS, dal Mossad e da suo padre (direttore del Mossad, Eli David).
Gibbs l'aiuta e in seguito rientra a far parte della squadra grazie al direttore Shepard che non aveva inoltrato le sue dimissioni, ma si era limitata a metterlo in vacanza usando le ferie precedentemente accumulate. Rientrato nei ranghi intraprende una relazione con un tenente-colonnello del CID, Holly Mann (da notare che non ha i capelli rossi), con cui collabora l'NCIS.
La sua decisione e talvolta il suo atteggiamento burbero nascondono in realtà una persona sensibile e attenta alla salute di ciascun membro della squadra. Lo stesso Ducky, che lo conosce da quindici anni, ammette che Gibbs in passato aveva lo stesso carattere che ha Tony adesso. Si evidenzia nelle due serie come il personaggio cambi atteggiamento soprattutto dopo la morte dell'Agente Speciale Kate Todd uccisa dal terrorista Ari. Da qui Gibbs diventa più aggressivo e più carismatico, ma sempre più protettivo nei confronti della sua squadra fidandosi sempre più di Ziva, Tony e McGee e trattando Abby come una figlia. E in un episodio Gibbs confiderà al dottor Mallard di avere avuto una figlia.
Per Gibbs la cosa più importante in un team è fidarsi l'uno dell'altro e inoltre ha anche molte regole che ha scritto su consiglio della sua defunta prima moglie Shannon (alla fine del secondo episodio della sesta stagione c'è un flashback del primo incontro tra Gibbs e Shannon). Durante gli interrogatori è solito a fare il duro e incutere paura ai sospettati facendoli sempre confessare. È sempre protettivo nei confronti del suo team e ha paura di perdere degli agenti come è successo in precedenza (Pacci, Kate, direttore Shepard, Dorneget, Reeves, Mike Franks) e quando succede ha dei momenti di debolezza e rabbia (vuole vendicare la morte degli agenti, come ha fatto con l'assassinio di Shannon e Kelly, cioè uccidendo l'assassino).
Nella diciottesima stagione viene sospeso a tempo indeterminato dall'incarico di agente perché ha picchiato a sangue un sospettato; da quel momento mette in dubbio il suo ritorno all'NCIS, nonostante l'indagine su di lui venga chiusa per "mancanza di prove" e nell'ultimo episodio della stagione lo si vede saltare in aria mentre fa un giro in un lago sulla barca che ha costruito e che ha chiamato "regola 91", ossia "se decidi di cambiare strada, non tornare indietro". Nella diciannovesima stagione si scopre che Gibbs è vivo per miracolo e, aiutato dall'agente FBI Alden Parker, cattura colui che ha messo la bomba sulla sua barca. Deciso a stabilirsi in Alaska (dove il caso lo ha portato) perché sente di aver trovato quella pace che non provava dalla morte di Shannon e Kelly, Gibbs lascia così definitivamente l'NCIS. Lo sostituirà l'agente Parker, ormai licenziato dall'FBI.

### Agente speciale Anthony "Tony" DiNozzo

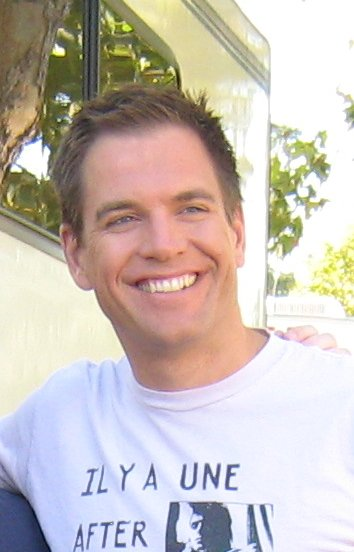
Michael Weatherly (2011)

È interpretato da Michael Weatherly e doppiato da Alessandro Quarta.
È nato il 19 luglio 1971.
Prima di approdare all'NCIS era un detective della squadra omicidi di Baltimora. È laureato in "Educazione fisica" ed è un appassionato di cinema; ha una particolare preferenza per la serie TV Magnum, P.I. Ama il lavoro sul campo, mentre in ufficio spesso giocherella con il "Pivello" McGee o sonnecchia. Ha un debole per le belle donne ed è molto attraente. Apparentemente superficiale, al momento giusto sa dimostrare una certa sensibilità e intuito. Avrà una storia con l'agente speciale Paula Cassidy.
Di origine italiana e figlio unico di un magnate della finanza, è stato diseredato (stesso destino capitato all'attore che lo interpreta). Del suo passato si sa ben poco, tranne che è la causa del suo atteggiamento da Peter Pan. Più avanti nella serie si capirà che Gibbs e DiNozzo hanno un carattere molto simile e che Gibbs è diventato quello che è a causa delle tragedie nella sua vita privata. Quando DiNozzo si trova a dover sostituire Gibbs, si comporta nello stesso identico modo del suo mentore, "scappellotti" e frasi prese da film comprese.
All'inizio della quarta stagione gli viene assegnato dal direttore Shepard l'incarico sotto copertura di intrecciare una relazione amorosa con Jeanne Benoit, figlia del noto trafficante d'armi "La Grenouille. Alla fine della quinta stagione viene mandato via dal team, dal nuovo direttore Vance, per non aver protetto il direttore Shepard, morta in una sparatoria. Verrà imbarcato su una portaerei, ma tornerà definitivamente nel team nel secondo episodio della sesta stagione. Alla fine della tredicesima stagione decide di abbandonare l'NCIS poiché ha avuto una figlia con Ziva mentre quest'ultima è apparentemente morta. Viene in seguito sostituito da Nick Torres.

### Agente speciale Timothy "Tim" McGee

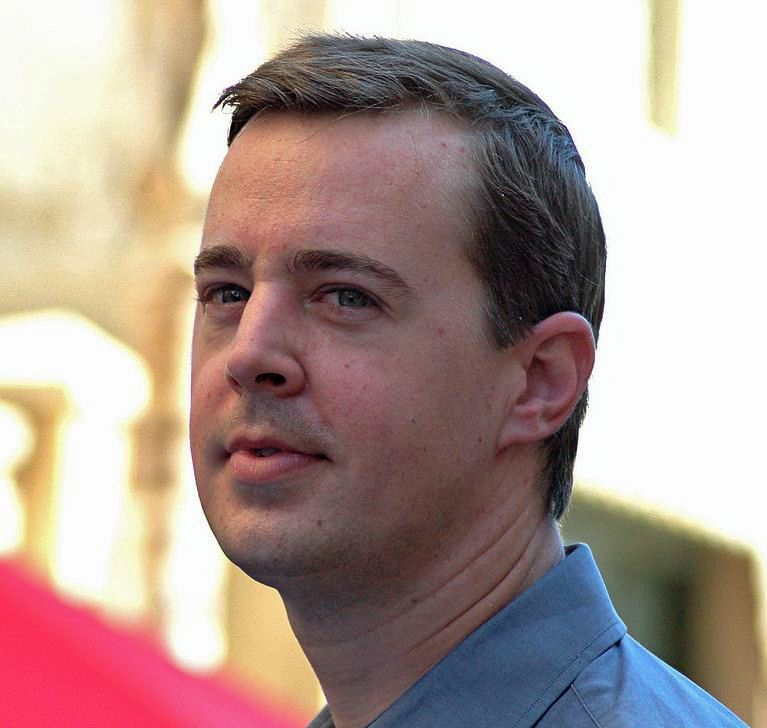
Sean Murray (2012)

È interpretato da Sean Murray e doppiato da Fabrizio Vidale.
È nato il 13 settembre 1978.
Fa il suo esordio nella puntata numero 7 della prima stagione, Salvate le balene. Insicuro e timido, oltre a investigare nei vari casi, spesso collabora con Abby in laboratorio in qualità di esperto informatico: ha studiato con successo Ingegneria Biomedica al MIT e alla John Hopkins. McGee e Abby intrattengono un rapporto di stretta amicizia e complicità, che all'inizio della seconda stagione sembra nascondere qualcosa di più; nell'episodio Una terribile sorella della quarta stagione McGee ignorando le regole dell'NCIS mette in pericolo la sua carriera quando la sorella Sarah (interpretata da Troian, la figlia del produttore Donald P. Bellisario) si presenta da lui insanguinata e principale sospettata di un assassinio. Passa pochissimo tempo davanti alla TV, investendo il suo tempo libero in un gioco di ruolo online dove interpreta il personaggio di "Signore degli Elfi". Nella quarta stagione si scopre che il "pivello" è diventato uno scrittore di successo con lo pseudonimo di Tom E. Gemcity, scrivendo un romanzo ispirato liberamente alle avventure della squadra NCIS. Nell'episodio Articolo da copertina, la vita dei componenti della squadra è in pericolo proprio per il romanzo di McGee, poiché un fanatico pensa che la storia sia vera e cerca di uccidere Abby, alla quale McGee si era ispirato per rappresentare un amore finito male. Nello stesso episodio, quando Gibbs e DiNozzo si recano nell'ufficio dell'editore, si fermano a osservare le foto degli scrittori prodotti dall'editore stesso, tra cui il nostro McGee; a fianco della sua foto è posizionata quella di un altro scrittore che nella realtà è il produttore Donald P. Bellisario.
Apparentemente timido, in realtà oltre ad Abby, ha collezionato altre relazioni nel corso della serie (una simpatia per una testimone che ha studiato anch'essa al MIT, una notte passata con una delle ex mogli di Gibbs, una donna che poi cerca di ucciderlo e un'altra con manie di molestie), anche se tutte le sue storie sono poi finite male e durante lo stesso episodio; quindi la principale relazione delle serie resta per gran parte della serie proprio con la simpatica analista forense. Nell'undicesima stagione incomincia una relazione con l'agente Delilah Fielding, con la quale arriva a convolare a nozze nella quattordicesima stagione, scoprendo inoltre che presto diverranno genitori di due gemelli. Da quando DiNozzo lascia l'NCIS, McGee acquista il ruolo di agente più anziano (dopo Gibbs ovviamente), diventa più sicuro di sè e approfondisce il suo rapporto di fiducia con Gibbs.

### Agente speciale Ziva David

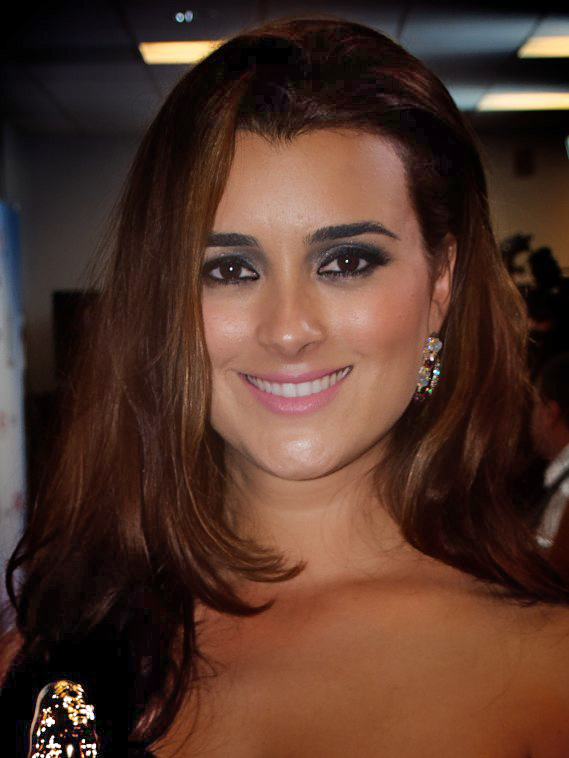
Cote de Pablo (2011)

È interpretata da Cote de Pablo e doppiata da Francesca Fiorentini.
È nata il 12 novembre 1982.
È un'agente del servizio segreto israeliano Mossad che viene inviata all'NCIS per cercare di dissuadere Gibbs dall'uccidere quello che era considerato "la talpa in Al-Qaeda" Ari Haswari, che uccise l'agente speciale della NCIS Kate Todd, negli ultimi secondi della seconda stagione. Ari si scoprirà poi essere il fratellastro di Ziva, e sarà lei stessa a ucciderlo quando egli ammette di essere un terrorista di Hamas, salvando così la vita a Gibbs. Viene assegnata all'NCIS come agente di collegamento in sostituzione di Kate. Chiede lei di essere distaccata dal Mossad perché deve capire se credere o meno alle cose che il fratello le ha detto sul loro padre, il Vice direttore del Mossad. In ordine di tempo è l'ultima arrivata nella serie. Anche se Gibbs non lo fa capire, la stima molto. Sua sorella Tali è morta in un attacco suicida di Hamas quando aveva sedici anni. È molto legata all'agente DiNozzo, forse prova qualcosa di più, lo si vede nella puntata Anime gemelle dove per parlare con Tony gli si appoggia al braccio come se fosse la fidanzata, oppure quando DiNozzo parlava con la fidanzata Jeanne, Ziva sembrava gelosa.In seguito alla morte del direttore Shepard viene allontanata dall'NCIS, ma vi farà ritorno dopo quattro mesi. Ziva lascia il team all'inizio dell'undicesima stagione, dopo la morte del padre, per rimanere in Israele e viene sostituita da Eleanor Bishop. Durante la tredicesima stagione Ziva è apparentemente morta a causa di un incendio alla sua fattoria, e ha lasciato una figlia, sua e di Tony, di nome Tali. Alla fine della sedicesima stagione si scopre che in realtà è ancora viva e una terrorista di Hamas la vuole morta, quindi chiede aiuto a Gibbs e alla sua squadra. Dopo aver sgominato l'organizzazione terroristica con l'aiuto di quest'ultimo e del team, Ziva parte per Parigi per riunirsi con Tony e Tali.

### Agente speciale Caitlin "Kate" Todd

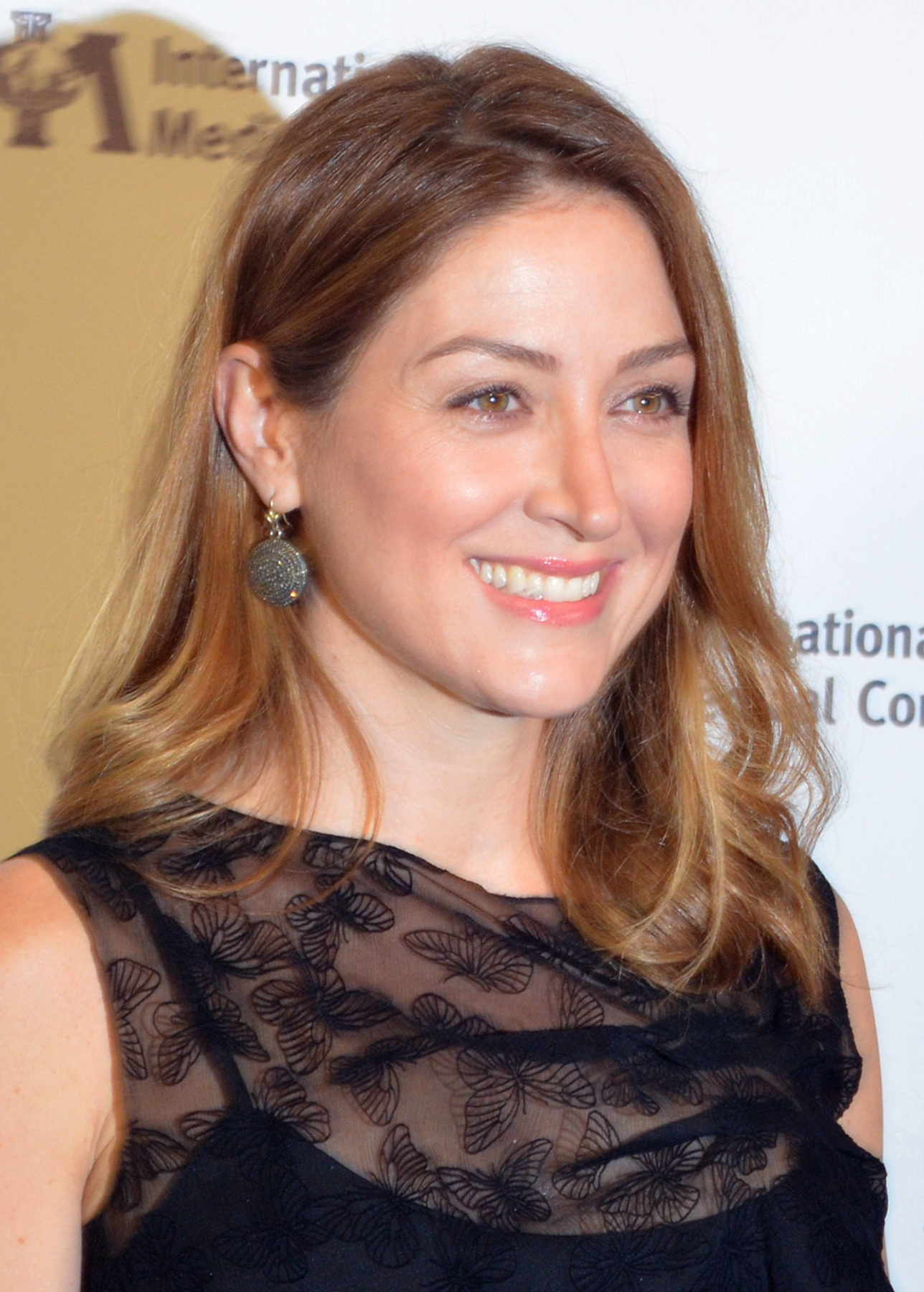
Sasha Alexander (2012)

È interpretata da Sasha Alexander e doppiata da Antonella Baldini.
È nata il 17 maggio 1973.
Caitlin "Kate" Todd, ex agente speciale del Secret Service, in servizio sull'Air Force One, l'aereo presidenziale, viene arruolata nell'NCIS al termine del primo episodio della prima stagione. È la profiler del gruppo. Disegna di persona gli identikit che le vengono richiesti e traccia il profilo psicologico dei criminali. Spesso rimprovera Tony per il suo carattere infantile. Viene uccisa nel ventitreesimo episodio della seconda stagione dal terrorista Ari Haswari. Nella terza stagione viene sostituita da Ziva David ma compare nei pensieri dei colleghi McGee, Tony e Gibbs per i primi due episodi. Fino alla nona stagione non sono mancati episodi speciali, in cui viene ricordata o immaginata dai suoi amici e colleghi. In un episodio il team dell'NCIS conoscerà perfino la sorella di Kate. Appare inoltre nel quattordicesimo episodio della nona stagione, quando Gibbs immagina cosa sarebbe potuto accadere se Kate si fosse salvata e la vede in sala parto con una bambina appena avuta con DiNozzo.

### Abigail "Abby" Sciuto

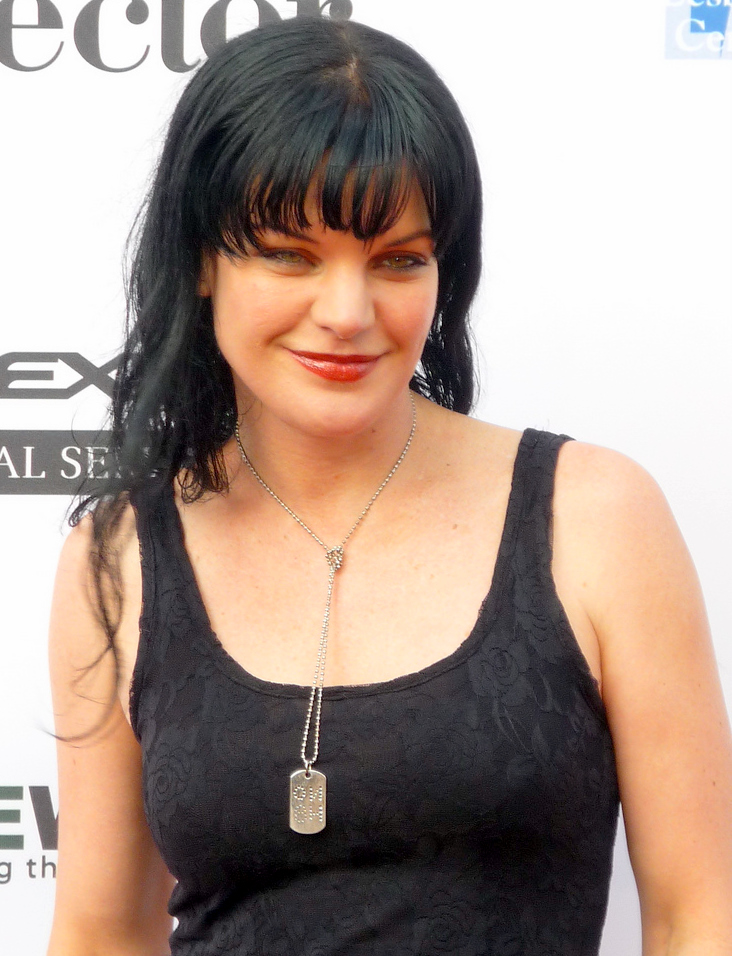
Pauley Perrette (2008)

È interpretata da Pauley Perrette e doppiata da Patrizia Burul.
È nata il 27 marzo 1972.
È una criminologa/tecnica forense del laboratorio di analisi. È competente in ogni branca del suo lavoro, nonostante la giovanissima età, ed è anche molto esperta in informatica. Aveva un ottimo rapporto con l'agente speciale Kate Todd ed è la preferita di Gibbs (come dimostrato in varie puntate). Ama i rave party e dormire in una bara. Ha apparentemente un flirt con l'agente speciale McGee; tuttavia una volta quest'ultimo, preso in trappola da Tony, ha ammesso che c'è stato qualche cosa di più. Ha avuto una relazione con uno scienziato affetto da nanismo. È una goth e ha sempre la battuta pronta. Veste sempre di nero, ama le minigonne e sulle sue magliette ci sono spesso rappresentati dei teschi, in più ha numerosi tatuaggi su tutto il corpo il più grande è una croce sulla schiena inoltre è dipendente dal caffè. Tende spesso ad ascoltare musica metal o rock ad alto volume mentre lavora. Ha un peluche a forma di ippopotamo di nome Bert che emette peti quando viene abbracciato. Durante la quindicesima stagione invita a cena Clayton Reeves però dopo il pasto vengono attaccati da un killer che spara loro uccidendo Clayton ma non Abby la quale, dopo essere sopravvissuta, annuncia ai suoi colleghi che ha intenzione di abbandonare la squadra trasferendosi in Inghilterra. Viene in seguito sostituita da Kasie Hines.

### Dott. Donald "Ducky" Mallard

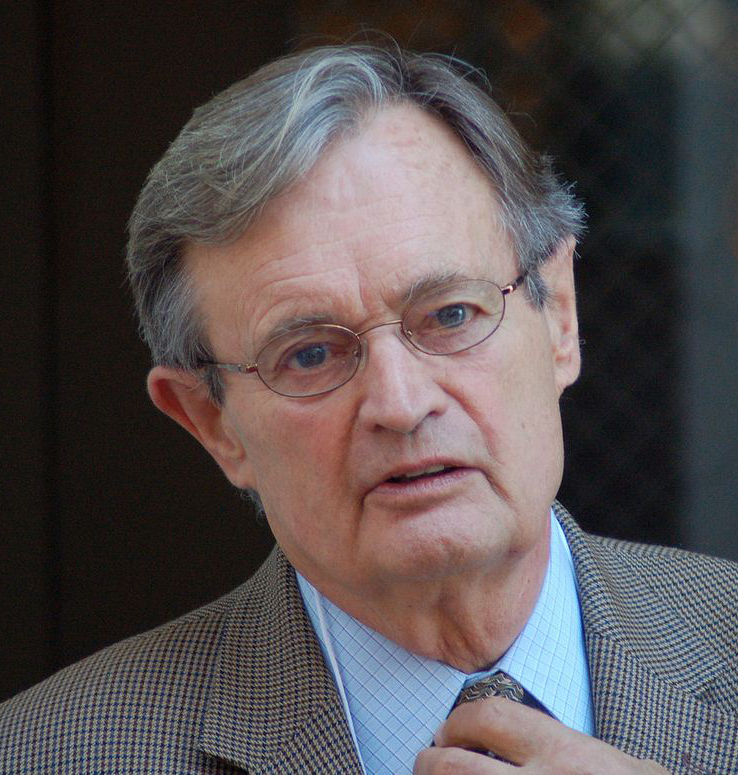
David McCallum (2012)

È interpretato da David McCallum e doppiato da Ambrogio Colombo.
È nato il 19 settembre 1933.
È il medico legale del gruppo, molto stimato dai colleghi. Spesso durante le autopsie si perde in digressioni, alcune interessanti, altre tanto noiose che alla fine rimangono ad ascoltarlo solo i suoi "pazienti"; è comunque molto bravo nel suo lavoro e la sua fama sconfina dall'NCIS. Vive con la madre malata di Alzheimer. In un episodio viene rapito da un uomo condannato grazie alle prove scoperte dal dottore sul corpo delle sue vittime. Come l'attore che lo interpreta, anche Ducky ha origini scozzesi. Resta molto amareggiato quando scopre che il suo amico Jethro gli ha nascosto il suo primo matrimonio con Shannon e la successiva morte della stessa e della figlia Kelly. Finirà per andare in pensione durante la sedicesima stagione.

### Jimmy Palmer

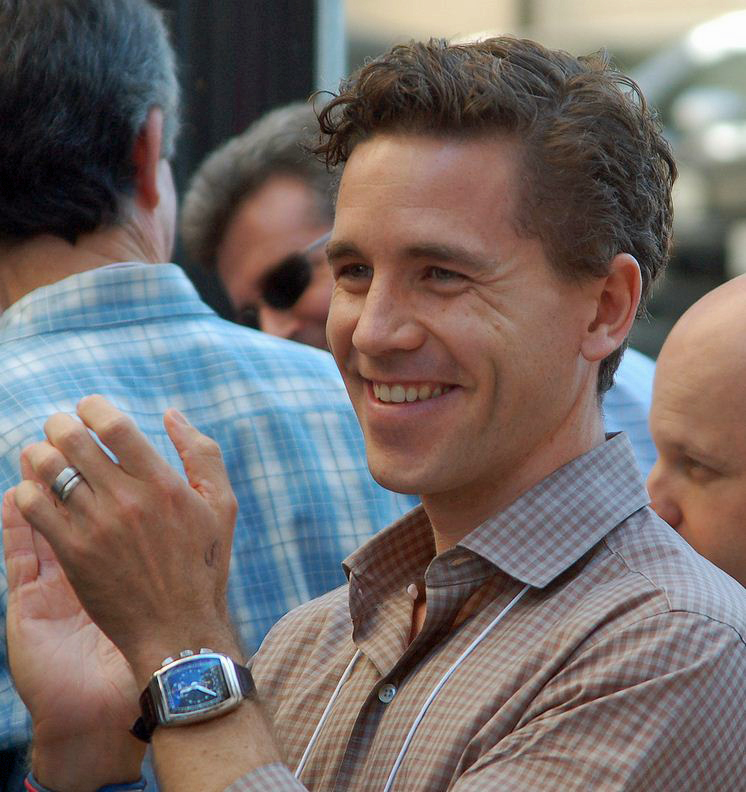
Brian Dietzen (2014)

È interpretato da Brian Dietzen e doppiato da Giorgio Milana.
È nato il 14 novembre 1977.
È il secondo assistente di Ducky (il primo è stato Gerald) e spesso si deve sorbire i discorsi del Dottor Mallard e i suoi rimproveri, in quanto inesperto. Si affeziona moltissimo a Ducky, considerandolo come una sorta di secondo padre, sentimento ricambiato dal suo mentore che lo tratta spesso come un figlio. Durante la quarta stagione intraprende una relazione tanto clandestina quanto goffa con l'Agente Lee, nuova aggiunta della squadra in attesa del ritorno definitivo di Gibbs al comando, cui lui metterà fine in quanto si sentiva usato dalla donna. Si fidanza e si sposa nelle stagioni successive con la sua fidanzata Breena, una ragazza molto bella e intelligente, e i due hanno anche una figlia. Dopo aver rivelato di aver superato, e col massimo dei voti, l'esame di medico legale, il neo Dottor Palmer viene messo più volte a sostituire Ducky, impegnato con altre attività oltre l'NCIS. Quando Ducky ha l'ennesima riprova di aver insegnato a Jimmy tutto ciò che sa e di non essere più necessario come sua guida, Palmer prende ufficialmente il posto di Ducky dopo che quest'ultimo si ritira da medico legale responsabile dell'NCIS.

### Jennifer "Jenny" Shepard

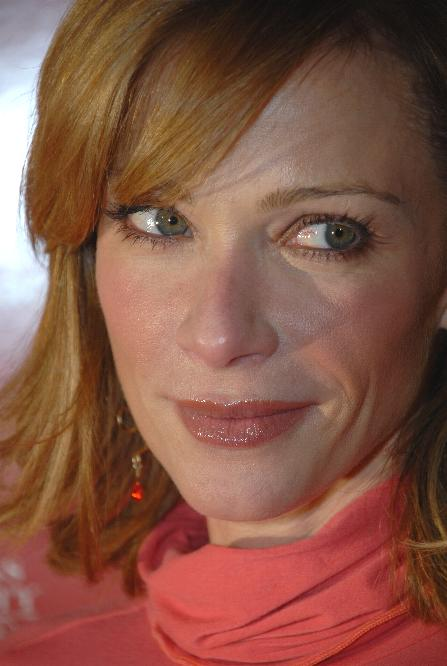
Lauren Holly (2007)

È interpretata da Lauren Holly e doppiata da Emanuela Rossi.
È il nuovo direttore dell'NCIS dall'inizio della terza stagione. Ha avuto una storia d'amore con Gibbs quando entrambi erano agenti sul campo a Marsiglia, a Parigi, a Positano, a Sofia (Bulgaria) e in Repubblica Ceca. Ha aiutato Gibbs a uscire dal coma nel quale era entrato in seguito a un'esplosione nell'episodio 3x23, Attentato. È una donna dal carattere deciso ed è determinata a mantenere l'autorità su Gibbs. Negli episodi i due fanno spesso riferimento al loro passato insieme. È una donna brillante ed estremamente intelligente. Si scopre nella serie che Gibbs le ha chiesto di sposarlo.
Nella puntata 4x03, Jenny offre a DiNozzo il controllo del team di Rota in Spagna. Per tutta la quarta stagione è ossessionata da un trafficante d'armi chiamato "la Grenouille", tanto da utilizzare l'agente DiNozzo per alcune missioni di cui neanche Gibbs è stato messo a conoscenza. Il direttore porterà avanti la sua crociata personale contro il trafficante, che considera responsabile del suicidio di suo padre, e quando la Grenouille muore lei è la principale sospettata, ma non sarà mai formalmente incriminata o arrestata per mancanza di prove. Morirà nel penultimo episodio della quinta stagione (Judgment day) in seguito a uno scontro a fuoco. Durante la quinta stagione si sono fatti sfuggevoli riferimenti a un malessere di cui il Direttore soffriva, del quale solo Ducky sembrava esserne a conoscenza. Dopo la sua morte, Ducky rivela a Gibbs che era affetta da una malattia incurabile non meglio identificata (forse la malattia di Huntington), ed è molto probabilmente questa la ragione per cui ella aveva respinto la sua proposta. In seguito viene sostituita da Leon Vance. Ricompare in episodi successivi in brevi flash back.
Le motivazioni del suo abbandono sono discordanti: da un lato viene detto che è per motivi di salute, dall'altro per la trama.

### Leon Vance

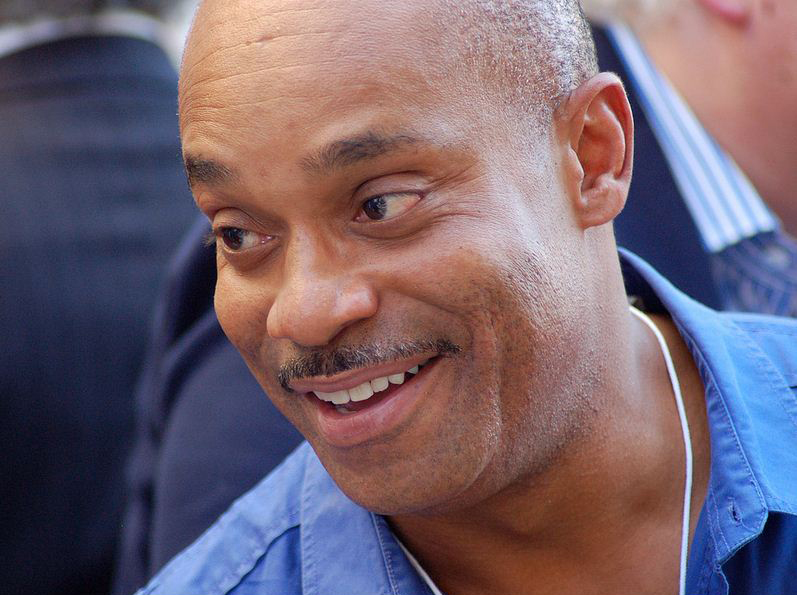
Rocky Carroll (2012)

È interpretato da Rocky Carroll e doppiato da Saverio Indrio (nelle stagioni 5-22).
È nato l’8 luglio 1963.
Vice direttore dell'NCIS fino alla puntata 5x19 (Judgment Day). Fa la sua comparsa nell'episodio 5x14 (Internal Affairs), quando assume provvisoriamente il comando dell'NCIS durante le indagini sulla morte di "La Grenouille", periodo nel quale il direttore Shepard viene sospesa. Diventerà il nuovo direttore dell'NCIS nell'episodio 5x19 in seguito alla morte di Jenny. Come prima cosa scioglierà la squadra, rimandando Ziva al Mossad, assegnando DiNozzo alla nave militare Ronald Reagan, trasferendo McGee al reparto crimini informatici, sotto il comando dell'ufficiale Hollsworth e assegna una nuova squadra a Gibbs, il quale per molto tempo non si fiderà di lui a causa di tale azione, sebbene fosse mirata a scoprire quale fosse la talpa all'interno dell'agenzia. Leon è un direttore severo ed è molto dotato nell'instaurare proficue relazioni con persone influenti, tra le quali spicca l'amicizia di lunga data con Eli David, direttore del Mossad. Le sue doti diplomatiche gli permettono di proteggere efficacemente gli agenti da eventuali ripercussioni con altre agenzie. Egli stesso è dotato di ottime doti investigative.
Sebbene il rapporto con Gibbs sia alquanto conflittuale nei primi anni a causa dei diversi modi di agire (Gibbs più spregiudicato e Vance più ligio alle regole), tra i due si instaura infine un rapporto di grande stima e fiducia reciproca, così come con i membri della squadra del suo agente migliore, per la cui salvaguardia è pronto ad agire tempestivamente, anche a costo di infrangere le regole, proprio come farebbe Gibbs. Marito e padre di due figli, rimarrà vedovo dopo la morte di sua moglie, uccisa durante una cena il cui bersaglio era Eli David (che morirà a propria volta durante l'attacco). Nonostante ardue difficoltà iniziali a seguito del lutto, Vance riuscirà a conciliare i suoi impegni lavorativi col suo ruolo di padre vedovo, riuscendo a svolgere entrambi al meglio.

### Agente speciale Eleanor "Ellie" Bishop
È interpretata da Emily Wickersham e doppiata da Valentina Favazza.
È nata a Hinton, in Oklahoma, il 30 settembre 1985; è la più giovane di quattro figli nati da un padre di cui non viene mai detto il nome e da Barbara Bishop. I tre fratelli maggiori si chiamano George, John e Robert.
Dopo essersi laureata, si è unita alla NSA dove ha incontrato Jake Malloy che sposerà qualche tempo dopo.
Durante il suo periodo alla NSA, Bishop scoprì le attività del terrorista Benham Parsa e iniziò a lavorare a tal punto che sviluppò un'ossessione per lui. Questo suo comportamento ha destato la preoccupazione i suoi superiori che successivamente l'hanno tolta dal caso.
Successivamente Eleanor "Ellie" Bishop si unisce al team dell'NCIS, dopo che aveva predetto una falla nella sicurezza diversi anni prima, per aiutarli a risolvere il caso. Successivamente diventa membro fisso del team come sostituta dell'agente Ziva David.
Per alcuni aspetti somiglia all'agente speciale Kate Todd, morta in missione, poiché come lei è in grado di tracciare un profilo psicologico dei criminali e di disegnare un identikit. Non molto tempo dopo il suo ingresso nell'NCIS si separerà da Jake in seguito della scoperta dell'infedeltà del marito.
Dopo la separazione dal marito Bishop inizierà a frequentare Qasim Naasir un giovane afgano conosciuto durante un'indagine e che da lì in poi lavorerà come interprete per l'NSA. 
Qasim chiederà a Bishop di sposarla. Viene ucciso nel corso di un’indagine davanti a lei.
È una ragazza che studia le mosse dei criminali che la squadra cerca di catturare, una perfezionista che lavora sodo per migliorare in ogni aspetto del proprio lavoro e una gran golosona, spesso i colleghi si impressionano di come riesca a mangiare molto più di ognuno di loro senza ingrassare minimamente. Dopo aver aiutato Ziva a tornare alla propria vita insieme al resto della squadra, quest'ultima la informa che, quando si sentirà pronta, la mentore della stessa Ziva ha già accettato di addestrarla come fece con lei.

### Nicholas "Nick" Torres
È interpretato da Wilmer Valderrama e doppiato da Stefano Crescentini.
È nato il 4 febbraio 1984.
Agente dell'NCIS sotto copertura e creduto morto, in realtà aveva incominciato una relazione seria con la figlia del boss mafioso argentino Silva per farlo arrestare. Riuscito nel suo intento, si unirà alla squadra occupando il posto che DiNozzo ha lasciato vuoto. È un playboy appassionato di motori e musica cui piace l'azione e seguire l'istinto quando indaga, lasciando spesso le parti più analitiche del lavoro ai suoi colleghi, ma il suo spirito di osservazione e il suo intuito si rivelano spesso molto utili anche in quell'ambito. A causa dei molti anni trascorsi sotto copertura è abituato ad agire autonomamente e questo gli rende difficile integrarsi nel lavoro di squadra all'inizio e seguire le direttive di Gibbs, ma in breve tempo entra in sintonia con tutti. Torres ha una grande quantità di denaro risparmiato, non avendo potuto spendere per anni il suo stipendio mentre era sotto copertura, al punto che McGee afferma che ha già accumulato abbastanza soldi da permettersi di fare la bella vita quando andrà in pensione. Sente una chiara attrazione verso Ellie, infatti più volte ne appare geloso, ma non riesce mai a farsi avanti con la sua collega e nessun altro sembra aver notato i suoi sentimenti, a parte Ziva.

### Alexandra "Alex" Quinn
È interpretata da Jennifer Esposito e doppiata da Laura Romano.
È nata l’11 aprile 1973.
Agente che addestra le reclute dell'NCIS. Non riuscendo a trovare un agente che vada bene a Gibbs, Quinn entra temporaneamente nella squadra e sceglie Torres. Gibbs poi decide di assumerla come nuovo membro. Lascerà la squadra alla fine della quattordicesima stagione per assistere la madre malata e verrà sostituita da Jacqueline Sloane.

### Clayton Reeves
È interpretato da Duane Henry e doppiato da Riccardo Scarafoni.
È nato il 18 marzo 1985.
Apparso negli ultimi due episodi della stagione 13 come agente dell'MI6 di Londra per arrestare Trent Kort, nella stagione successiva verrà trasferito all'NCIS per una rischiosa missione sotto copertura. Diventa grande amico di Bishop e Torres e un valido elemento di supporto occasionale per la squadra. Durante la quindicesima stagione verrà ucciso da un killer che gli spara durante una cena con Abby e la sua morte colpirà fortemente la squadra, oltre a spingere la scienziata a lasciare l'NCIS per occuparsi dell'apertura e gestione di una fondazione di beneficenza intitolata alla madre di Reeves, il sogno che quest'ultimo non ha potuto realizzare.

### Jacqueline "Jack" Sloane
È interpretata da Maria Bello e doppiata da Claudia Catani.
È nata il 18 aprile 1967.
È la nuova psicologa forense dell'NCIS che entra a far parte della squadra nella quindicesima stagione dopo che Quinn lascia l'agenzia. Abile nel tracciare i profili, Gibbs si avvale spesso del suo aiuto sia per lavoro sia per problemi personali e il legame tra i due diviene presto molto saldo e con sfumature che lascino intendere che ci sia qualcosa di più. Jack lascia la squadra nella diciottesima stagione, decidendo di restare in Afghanistan per combattere il terrorismo dopo una missione con Gibbs. Durante il discorso di addio, quest'ultimo la interrompe con un bacio, che segna la loro separazione e l'addio alla squadra.

### Kasie Hines
È interpretata da Diona Reasonover e doppiata da Giulia Franceschetti.
È nata il 22 settembre 1992.
È la nuova assistente di Ducky Mallard, conosciuta alla scuola di medicina, che appare nella quindicesima stagione. Appena arrivata all'NCIS fa amicizia con tutti tranne con Abby, con la quale inizialmente ha un rapporto molto teso. Tuttavia alla fine Kasie le rivela che andava in tilt quando la vedeva, poiché era una sua fan, e le due così diventano amiche, finendo per collaborare insieme. Alla fine della quindicesima stagione finisce per diventare la nuova specialista forense dopo che Abby lascia l'agenzia. Dopo alcuni mesi di prova, Vance la assume definitivamente.

## Personaggi secondari

### Agente speciale dell'FBI "Tobias C. Fornell"
Agente Speciale dell'FBI, collabora con Gibbs in alcune indagini. Nell'episodio 2x05, Il cimitero, viene ingiustamente accusato di legami con la mafia e finge il suicidio in combutta con Gibbs. Nonostante in pubblico i due mostrino reciproco astio, in realtà sono buoni amici da prima che Fornell sposasse una delle ex mogli di Gibbs.
Tobias e Gibbs sono soliti discutere e scambiarsi consigli all'interno dell'ascensore della sede dell'NCIS, bloccandolo. Durante la serie, Tobias e l'ex moglie Diane si riavvicinano e, con la benedizione di Gibbs, sono sul punto di risposarsi quando la donna viene uccisa da un criminale russo che voleva colpire gli affetti di Gibbs. Fornell e Gibbs compiranno la loro vendetta e Tobias si concentrerà sulla figlia per superare il lutto. La figlia di Fornell chiama "zio" l'agente Gibbs, perché sa che i due sono amici fraterni. Nella sedicesima stagione scopre che sua figlia Emily, al college, ha iniziato a fare uso di sostanze stupefacenti e, a seguito di un'overdose che per poco non la uccide, fa il possibile per starle accanto e aiutarla a superare la dipendenza. Malgrado la figlia sembri finalmente riuscita a superare la dipendenza, Tobias nella diciottesima stagione deve affrontare il lutto anche per la morte di Emily per overdose a seguito di una ricaduta.
È nato il 15 luglio 1956.
È interpretato da Joe Spano. Nella versione italiana è doppiato nelle prime stagioni da Ennio Coltorti, dalla terza stagione in poi da Gerolamo Alchieri.

### Direttore Tom Morrow
È il direttore dell'NCIS nelle prime due stagioni. Lascia il posto al Direttore Shepard per trasferirsi in un nuovo ruolo dirigenziale nella Sicurezza Nazionale. Dalla decima stagione torna saltuariamente ad aiutare la squadra. Morirà nella tredicesima ucciso da Trent Kort.
È interpretato da Alan Dale. Nella versione italiana è doppiato da Stefano De Sando nelle prime due stagioni e da Paolo Buglioni dalla terza alla tredicesima.

### Gerald Jackson
È stato il primo assistente di Ducky. Ha abbandonato temporaneamente il lavoro all'NCIS a seguito del colpo di pistola inflittogli da Ari Haswari a una spalla.
È interpretato da Pancho Demmings e doppiato da Carlo Scipioni.

### Tenente Faith Coleman
Il tenente del JAG (Judge Advocate General) Faith Coleman (interpretata da Alicia Coppola) è un avvocato militare ed è l'ufficiale di collegamento tra l'NCIS e l'ufficio del Segretario della Marina.

### Dr.ssa Jeanne Benoit
Nella quarta stagione viene introdotta la nuova ragazza di Tony, la Dr.ssa Jeanne Benoit.
Nell'ultimo episodio della quarta stagione, Angel of Death, si scopre che il padre di Jeanne è in realtà un contrabbandiere di armi francese, "La Grenouille", e che il fidanzamento era una missione assegnata a DiNozzo dal direttore Shepard. Ricompare anni dopo e l'NCIS salverà il marito, medico volontario rapito in Sudan; sembra ancora provare sentimenti per Tony, ma i due si lasciano da amici.
È interpretata da Scottie Thompson ed è doppiata nella versione italiana da Chiara Colizzi.

### Cynthia Sumner
È la segretaria personale del Direttore Shepard.
È interpretata da Stephanie Mello.

### Victoria Mallard
È la madre del dottor Mallard. Abita insieme con il figlio in una grande casa, e con i suoi quattro cani Corgi. La signora Mallard soffre di Alzheimer, e a causa dei comportamenti dovuti alla malattia risulta essere un personaggio molto divertente. Viene ricoverata in una casa di riposo, dove morirà.
È interpretata da Nina Foch e doppiata da Graziella Polesinanti.

### Agente Speciale Paula Cassidy
È un'Agente speciale dell'NCIS che ha avuto una relazione con Tony. Compare la prima volta nella puntata "Minima sicurezza", nella prima stagione. Nell'episodio 19 Scrupoli della quarta stagione, si butta addosso a un terrorista per salvare Gibbs e la sua squadra rimanendo uccisa.
È interpretata da Jessica Steen e doppiata da Roberta Greganti.

### Agente speciale Christopher Pacci
È un Agente speciale dell'NCIS durante la prima stagione. Viene ucciso nella puntata Un bacio speciale durante l'indagine di un difficile caso, per il quale Pacci aveva chiesto un aiuto a Gibbs, il quale però era impegnato in un'altra indagine.
È interpretato da Tim Kelleher.

### Ex agente del NIS Mike Franks
È stato il mentore di Gibbs appena entrato al NIS (vecchio nome dell'NCIS). Fa la sua prima apparizione nell'ultimo episodio della terza stagione per aiutare Gibbs a ritrovare la memoria. Nella quarta stagione ha collaborato ad alcune indagini dell'NCIS.
Nell'ultima puntata della quinta stagione, Judgement Day (Il giorno del giudizio), Franks vola a Los Angeles in soccorso del direttore Shepard (su richiesta di quest'ultima), occupata a porre fine a una vecchia faccenda rimasta in sospeso per circa un decennio, nella quale era coinvolto anche Gibbs (che inizialmente viene tenuto all'oscuro di tutto). In seguito alla morte del direttore, nella stessa puntata, Franks racconta a Gibbs l'accaduto e, per pagare il suo debito d'onore con Jenny (sentendosi in parte responsabile per la sua morte), lo aiuta a chiudere una volta per tutte quella faccenda e gli salva addirittura la vita. In un altro episodio si scopre che aveva un figlio (un marine vittima di omicidio) da cui ha avuto una nipotina; Franks prenderà a vivere con sé la nuora e la nipote (che hanno origine irachena) e le due diventeranno come di famiglia per Gibbs. Nella penultima puntata dell'ottava stagione - Il canto del cigno - viene ucciso, davanti alla casa di Gibbs, dal "Killer dei porti" (K.D.P., acronimo col quale viene chiamato dal team NCIS che indaga sui suoi crimini). Si viene a sapere, in una lettera inviata a Gibbs da Franks qualche tempo prima, che Franks era ammalato di cancro ai polmoni, dovuto al suo vizio di fumare, e che gli rimanevano pochi mesi da vivere. Gibbs, come ultimo gesto di amicizia nei confronti del suo ex-collega e mentore, gli decorerà la bara con dei tasselli in legno ricreanti dei motivi floreali. In alcuni episodi Gibbs rivede Franks in sogno.
È interpretato da Muse Watson e doppiato da Michele Kalamera.

### Agente Michelle Lee
È la nuova aggiunta della squadra in attesa del ritorno definitivo di Gibbs al comando, preso temporaneamente da DiNozzo. Intraprende una goffa relazione con l'assistente di Ducky Sig. Palmer. Nella sesta stagione prende il posto di Ziva. È un'esperta di leggi civili e penali. Lascia l'NCIS per tornare al suo lavoro di avvocato alla fine del primo episodio della sesta stagione. Alla fine dello stesso episodio, si scoprirà essere lei la talpa e non Brent Langer, che è stata lei stessa a uccidere. Muore nella nona puntata della stagione (L'ostaggio). In realtà è stata costretta a diventare una talpa sotto ricatto, poiché sua sorella è stata rapita e tenuta sotto sequestro. Quest'ultima verrà salvata dalla squadra di Gibbs poco prima che lei muoia.
È interpretata da Liza Lapira e in Italia è doppiata da Perla Liberatori.

### Agente Speciale Brent Langer
Ha una carriera decennale come agente dell'FBI, viene raccomandato e referenziato per la sua assunzione da Gibbs verso la fine della quinta stagione. Ha già lavorato in un'operazione combinata di NCIS e FBI. Si unisce alla squadra per sostituire l'agente DiNozzo nel primo episodio della sesta stagione. Muore a fine episodio.
È interpretato da Jonathan LaPaglia e in Italia ha la voce di Francesco Prando.

### Agente Speciale Daniel Keating
Tecnico informatico che sostituirà McGee nella squadra di Gibbs, ha già esperienza nella risoluzione di cyber-crimini. Si unirà alla squadra nella prima puntata della sesta stagione e la lascerà alla fine dello stesso episodio.
È interpretato da Jonathan Magnum.

### Tenente colonnello del C.I.D. Holly Mann
Per un periodo è stata la nuova fiamma di Gibbs, simpatica a ben pochi per i suoi modi bruschi, molto simili a quelli dello stesso Gibbs. Dopo alcuni mesi di frequentazione, lascerà Gibbs dopo aver capito che quest'ultimo non è ancora riuscito a superare la morte di Shannon e Kelly.
È interpretata da Susanna Thompson, doppiata in Italia da Anna Cugini.

### La Grenouille
Soprannome di Renè Benoit. È un trafficante d'armi a cui il direttore Shepard sta dando la caccia da tutta la vita. Nell'ultimo episodio della quarta stagione, L'angelo della morte, Tony tenta di avvicinarlo attraverso la sua nuova ragazza Jeanne che risulta esserne la figlia. Nel primo episodio della quinta stagione incontra la Shepard dicendo di voler collaborare con la marina dando loro informazioni su tutti i trafficanti suoi nemici, i quali hanno preso di mira sua figlia. Jenny è sicura che sia stato lui a uccidere il padre, considerato morto suicida, ma La Grenouille afferma che si uccise per il rimorso di aver accettato una tangente dallo stesso trafficante d'armi. La donna non gli crede e lo caccia via, contravvenendo ai suoi doveri. Viene ucciso al porto dalla Shepard quella stessa sera.
È interpretato da Armand Assante e doppiato da Renato Cortesi.

### Ari Haswari
Terrorista dal padre israeliano (lo stesso di Ziva) e madre palestinese, fa la sua comparsa nell'episodio 1x16, Bestia nera, in cui tiene in ostaggio Ducky, Gerald e Kate. Ricompare in puntate successive, senza mai dare a intendere se sia un vero terrorista o un infiltrato. Nell'ultima puntata della seconda stagione uccide Kate e, mentre tenta con Gibbs, a sua volta viene colpito a morte da Ziva.
È interpretato da Rudolf Martin e doppiato da Francesco Bulckaen.

### Trent Kort
Spietato e subdolo agente sul campo della CIA, non si fa scrupoli nell'uccidere i sospettati, nel mentire ai membri delle altre agenzie e nell'inquinare le prove dei casi allo scopo di trarre dei benefici per sé stesso e per i superiori per i quali lavora.
Nella serie viene chiaramente dipinto come un antagonista, e ha un rapporto di odio reciproco con tutti i membri dell'NCIS, in particolare con Tony DiNozzo che lo stesso Kort tentò di uccidere durante la quinta stagione della serie; nonostante ciò lui e Gibbs si aiutano reciprocamente per la risoluzione di diversi casi e per ottenere informazioni segrete riguardanti vari protagonisti della serie. Nella tredicesima stagione, la squadra gli dà la caccia quando scoprono che è lui il responsabile della presunta morte di Ziva, anni dopo rivelatasi ancora viva; nel tentativo di fuggire, viene circondato e ucciso a colpi di pistola da Tony, Gibbs, Bishop e McGee.
Viene interpretato da David Dayan Fisher e doppiato in italiano da Alberto Angrisano.

### Delilah Fielding
Analista, crittografa ed esperta di cyber-terrorismo del dipartimento della difesa. Nell'undicesima stagione si fidanza con McGee. Ragazza bella, molto intelligente e scaltra, altrettanto capace di McGee per quanto riguarda i computer. Rimane paralizzata nel corso di un attentato terroristico a opera di Benham Parsa e faticherà molto per riprendersi, ma grazie alla vicinanza della famiglia e di McGee riesce a superare l'accaduto, riuscendo anche a ottenere due promozioni, dimostrando a tutti, compresa se stessa, di essere ancora utile. Alla fine dell’undicesima stagione accetta un posto da analista senior e si trasferisce a Dubai, tornando a Washington alla fine della dodicesima in seguito alla promozione a caposquadra. Delilah è benvoluta da tutti i colleghi e amici di McGee, solo Abby, a causa dei suoi trascorsi con Tim, impiegherà un po' di tempo a fidarsi, per poi però incoraggiare lo stesso McGee nel capire che Delilah sia la migliore fidanzata che abbia mai avuto. Bishop in particolare sembra avere un debole per lei, non perdendo mai occasione di sottolineare le sue qualità. Nella quattordicesima stagione McGee le chiede di sposarlo e lei accetta. I due iniziano a pianificare le nozze per l’estate successiva, ma poi decidono di anticiparle quando Delilah scopre di essere incinta. Nella quindicesima stagione dà alla luce due gemelli, un maschio e una femmina, John e Morgan.
È nata il 21 maggio 1986.
Viene interpretata da Margo Harshman e doppiata in italiano da Chiara Gioncardi